# پیرازولیدین
پیرازولیدین (به انگلیسی: Pyrazolidine) با فرمول شیمیایی C۳H۸N۲ یک ترکیب شیمیایی با شناسه پاب‌کم ۷۹۰۳۳ است. که جرم مولی آن ۷۲٫۱۰۹۰۲ g/mol می‌باشد. 